# Fort Saganne
Fort Saganne és una pel·lícula francesa d'Alain Corneau estrenada l'any 1984 a partir de la novel·la Fort Saganne de Louis Gardel de 1980. Ha estat doblada al català.

## Argument
Poc abans la Primera Guerra Mundial, un oficial d'origen pagès (Arieja) combat eficaçment les tribus amotinades del Sàhara.
Malgrat les seves qualitats de coratge i d'abnegació, és considerat com un arribista per la "bona societat" que el menysprea i el rebutja. És enviat a París per donar suport a les demandes de reforços, però el conflicte europeu tot ho trasbalsarà.

## Repartiment
- Gérard Depardieu: Charles Saganne
- Philippe Noiret: Dubreuilh
- Catherine Deneuve: Louise
- Sophie Marceau: Madeleine
- Michel Duchaussoy: Baculard
- Jean-Laurent Cochet: Bertozza
- Robin Renucci: Hazan
- Jean-Louis Richard: Flammarin
- Roger Dumas: Vulpi
- Hippolyte Girardot: Courette
- Sophie Grimaldi: la mare de Madeleine
- Florent Pagny: Lucien Saganne
- Said Amadis: Amajar
- Salah Teskouk: Embarek

## Nominacions
- César al millor actor per Gérard Depardieu
- César a la millor fotografia per Bruno Nuytten
- César al millor so per Pierre Gamet, Jean-Paul Loublier i Claude Villand
- César al millor vestuari per Rosine Delamare i Corinne Jorry

## Al voltant de la pel·lícula
Aquesta va ser, a l'època, la pel·lícula més cara del cinema francès. Un autèntic fort va ser construït a la pista de Chinguetti per les necessitats del rodatge.